# Commanding General of the United States Army

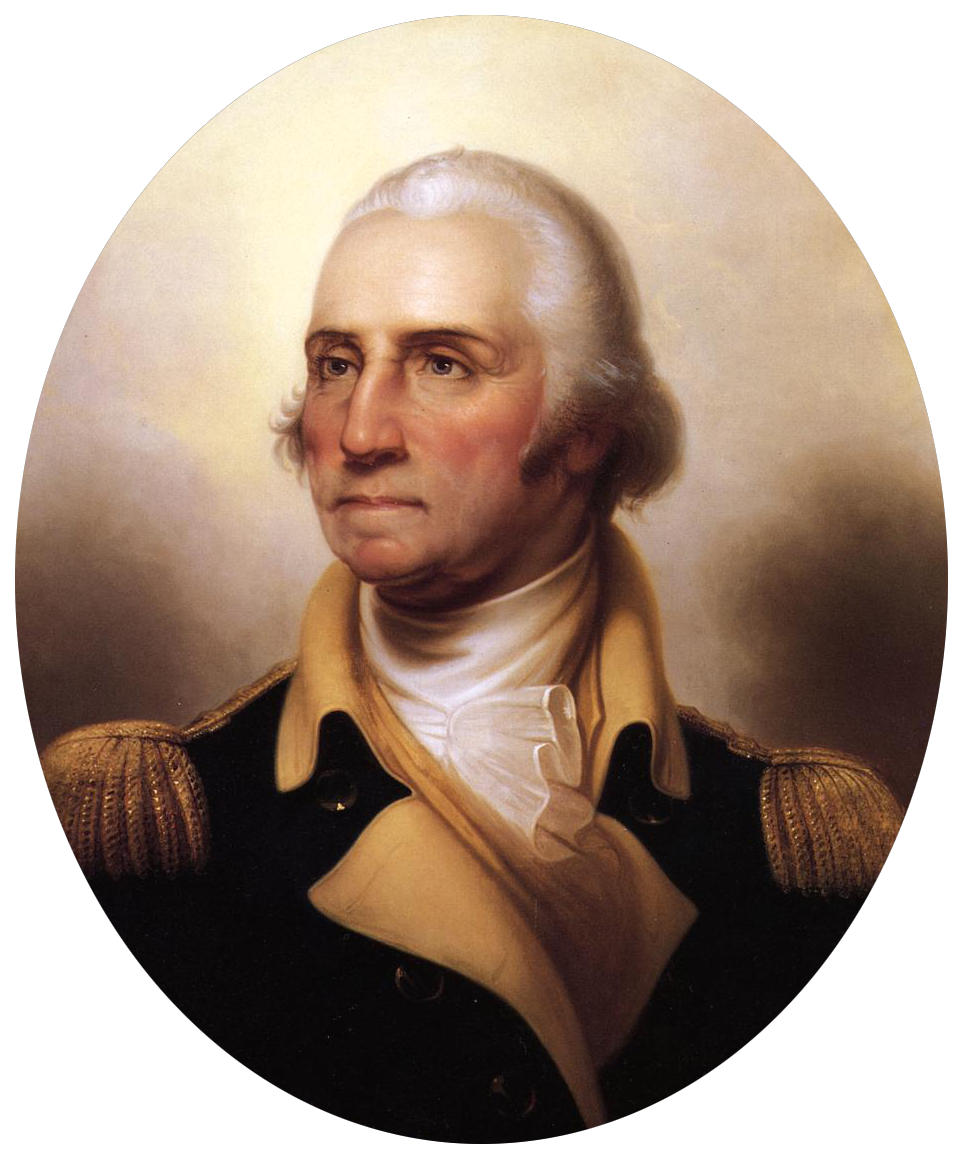
Général George Washington, premier Commanding General of the United States Army qui s'appelait alors Armée continentale.

Le Commanding General of the United States Army était le commandant en chef de l'United States Army, avant l'institution de la fonction de chef d'état-major de l'armée de terre des États-Unis en 1903. De 1783 à 1821, on le désignait simplement comme Senior Officer of the United States Army.

## Commandants en chef de l'US Army

### Commandant en chef de l'Armée continentale
1. GEN George Washington (15 juin 1775 – 23 décembre 1783)

### Senior Officer
1. MG Henry Knox (23 décembre 1783 – 20 juin 1784)

### Senior officers de l'US Army
1. MG John Doughty (20 juin 1784 – 12 août 1784)
2. BG Commandant Josiah Harmar (12 août 1784 – 4 mars 1791)
3. MG Arthur Saint Clair (4 mars 1791 – 5 mars 1792)
4. MG Anthony Wayne (13 avril 1792 – 15 décembre 1796)
5. BG James Wilkinson (15 décembre 1796 – 13 juillet 1798)
6. GEN George Washington (13 juillet 1798 – 14 décembre 1799)
7. MG Alexander Hamilton (14 décembre 1799 – 15 juin 1800)
8. BG James Wilkinson (15 juin 1800 – 27 janvier 1812)
9. MG Henry Dearborn (27 janvier 1812 – 15 juin 1815)
10. MG Jacob J. Brown (15 juin 1815 – juin 1821)

### Commanding General of the United States Army
| Ordre | Grade | Nom                       | Entrée en fonction | Fin               | Portrait |
| ----- | ----- | ------------------------- | ------------------ | ----------------- | -------- |
| 1     | MG    | Jacob J. Brown            | juin 1821          | 24 février 1828   |          |
| 2     | MG    | Alexander Macomb, Jr.     | 29 mai 1828        | 25 juin 1841      |          |
| 3     | MG    | Winfield Scott            | 5 juillet 1841     | 1er novembre 1861 |          |
| 4     | MG    | George McClellan          | 1er novembre 1861  | 11 mars 1862      |          |
| 5     | MG    | Henry W. Halleck          | 23 juillet 1862    | 9 mars 1864       |          |
| 6     | GEN   | Ulysses S. Grant          | 9 mars 1864        | 4 mars 1869       |          |
| 7     | GEN   | William T. Sherman        | 8 mars 1869        | 1er novembre 1883 |          |
| 8     | GEN   | Philip Sheridan           | 1er novembre 1883  | 5 août 1888       |          |
| 9     | LTG   | John McAllister Schofield | 14 août 1888       | 29 septembre 1895 |          |
| 10    | LTG   | Nelson A. Miles           | 5 octobre 1895     | 8 août 1903       |          |